# Croce
För andra betydelser, se Croce (olika betydelser).
Croce är en kommun i departementet Haute-Corse på ön Korsika i Frankrike. Kommunen ligger i kantonen Fiumalto-d'Ampugnani som tillhör arrondissementet Corte. År 2022 hade Croce 80 invånare.

## Befolkningsutveckling
Antalet invånare i kommunen Croce
Referens:INSEE